# Petrecere

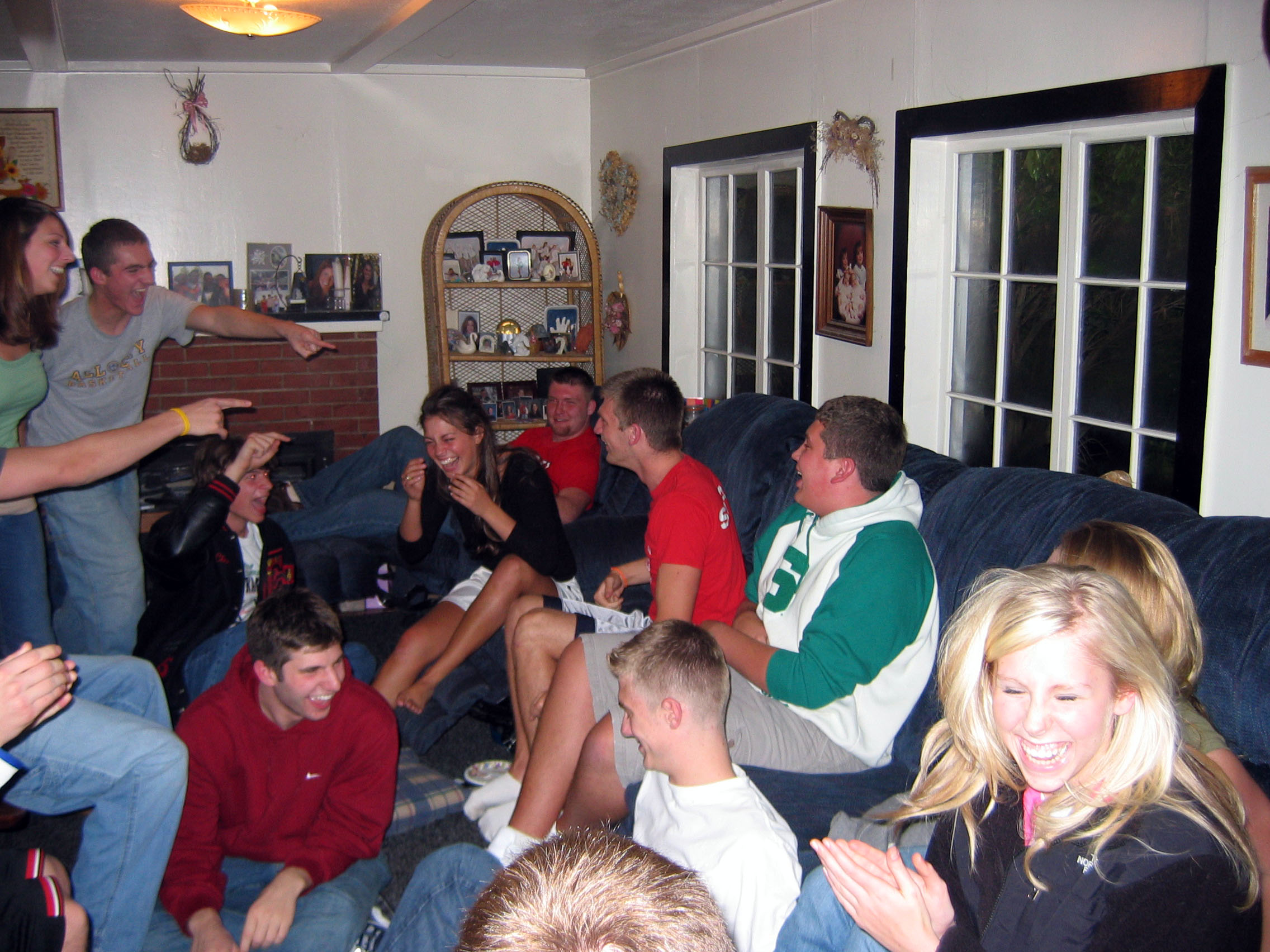
Petrecere în Statele Unite

Petrecerea este o întâlnire a unui grup de prieteni sau persoane dintr-o familie, însoțită deseori de muzică, dans și mâncare.